# Pedro Fernández de Castro y Andrade
Pour les articles homonymes, voir Pedro Fernández de Castro (homonymie).
Pedro Fernández de Castro y Andrade, plus connu sous le nom de Grand comte de Lemos, né en 1576 à Monforte de Lemos et mort le 19 octobre 1622 à Madrid, est un noble galicien qui fut vice-roi de Naples de 1610 à 1616, après avoir été président du Conseil des Indes de 1603 à 1609.

## Biographie
Pedro Fernández de Castro y Andrade est fils de Fernando Ruiz de Castro Andrade y Portugal, vice-roi du royaume de Naples de 1601 à 1603.
Il est né en 1576, très probablement en Galice, à Monforte, dans le palais de la famille Lemos, bien que certains historiens pensent qu'il est né à Madrid car il a été baptisé dans cette ville.
Il fut un protecteur de l'écrivain Miguel de Cervantes, et le dédicataire de quelques-unes de ses œuvres, parmi lesquelles les Nouvelles exemplaires, la seconde partie de Don Quichotte et Les Travaux de Persille et Sigismonde.